# آتش‌سوزی جنگل (آلبوم)
آتش‌سوزی جنگل (انگلیسی: Wildfire) سومین آلبوم استودیویی و نخستین آلبوم منتشرشده تحت یک شرکت موسیقی بزرگ از خواننده و ترانه‌پرداز آمریکایی ریچل پلتن است. این آلبوم در ۱ ژانویه ۲۰۱۶ توسط کلمبیا رکوردز و سونی میوزیک انترتینمنت منتشر شد. این آلبوم از نظر تجاری موفقیت‌آمیز بود و در هفتهٔ نخست انتشار با ۴۵٬۰۰۰ واحد معادل آلبوم (شامل ۲۹٬۰۰۰ نسخه فروش فیزیکی) در رتبهٔ پنجم جدول بیلبورد ۲۰۰ ایالات متحده قرار گرفت. در ۹ مارس ۲۰۱۶، این آلبوم توسط انجمن صنعت ضبط موسیقی ایالات متحده آمریکا به دلیل فروش و پخش اینترنتی معادل بیش از ۵۰۰٬۰۰۰ واحد، گواهی طلا دریافت کرد.
از قطعه‌های این آلبوم می‌توان به «آهنگ نبرد» اشاره کرد که در فوریه ۲۰۱۵ منتشر شد و به رتبهٔ ششم جدول بیلبورد هات ۱۰۰ رسید و همچنین در کشورهای اسکاتلند و بریتانیا صدرنشین شد. دومین تک‌آهنگ این آلبوم با نام «کنار تو می‌مانم» در ۱۱ سپتامبر ۲۰۱۵ منتشر شد. سومین تک‌آهنگ با عنوان «مکان بهتر» نیز در ۲۴ مارس ۲۰۱۶ عرضه شد.
آلبوم آتش‌سوزی جنگل با تور کنسرتی به نام تور آتش‌سوزی جنگل که نخستین تور مستقل ریچل پلتن محسوب می‌شود، تبلیغ و پشتیبانی شد.

## جدول‌های موسیقی
| جدول (۲۰۱۶)                            | بالاترین جایگاه |
| -------------------------------------- | --------------- |
| آلبوم‌های استرالیایی (ای‌آرآی‌ای)         | ۱۲              |
| آلبوم‌های بلژیکی (اولتراتاپ فلاندرز)    | ۱۳۲             |
| آلبوم‌های کانادایی (بیلبورد)            | ۶               |
| آلبوم‌های ایرلندی (ایرما)               | ۸۴              |
| آلبوم‌های ژاپنی (اوریکون)               | ۳۸              |
| آلبوم‌های داغ ژاپنی (بیلبورد ژاپن)      | ۲۲              |
| آلبوم‌های نیوزیلندی (آرام‌ان‌زد)          | ۳۷              |
| آلبوم‌های نروژی (وی‌جی-لیستا)            | ۳۶              |
| آلبوم‌های اسکاتلندی (شرکت جدول‌های رسمی) | ۳۹              |
| آلبوم‌های بین‌المللی کره جنوبی (گائون)   | ۷۲              |
| آلبوم‌های خارجی کره جنوبی (گائون)       | ۱۰              |
| آلبوم‌های سوئدی (برترین‌های سوئد)        | ۲۹              |
| آلبوم‌های سوئیسی (جدول موسیقی سوئیس)    | ۸۵              |
| آلبوم‌های تایوانی (فایو میوزیک)         | ۴               |
| آلبوم‌های بریتانیا (شرکت جدول‌های رسمی)  | ۳۵              |
| بیلبورد ۲۰۰ ایالات متحده               | ۵               |

| جدول (۲۰۱۶)                     | جایگاه |
| ------------------------------- | ------ |
| آلبوم‌های سوئدی (برترین‌های سوئد) | ۹۵     |
| بیلبورد ۲۰۰ ایالات متحده        | ۱۰۱    |